# Надвоицкий алюминиевый завод
Надво́ицкий алюми́ниевый заво́д, НАЗ, НАЗ-СУАЛ — работавшее с 1954 по 2018 год промышленное предприятие цветной металлургии в посёлке Надвоицы Сегежского района Республики Карелия, выплавлявшее алюминий. Мощность завода — 12 тыс. тонн алюминия.

## История
Надвоицкий алюминиевый завод начал работать в 1954 году, план строительства завода был разработан в 1948 году. Основная продукция — алюминий первичный в чушках, силумин, алюминиевая пудра и порошки.
В 1993 году организационная форма предприятия изменена, и он стал называться «Открытое акционерное общество Надвоицкий алюминиевый завод».
В сентябре 2003 года завод перешёл в собственность объединённой компании «Российский алюминий» (Русал).
В 2006 году завод произвёл 80 тыс. тонн первичного алюминия.
В 2012 году руководство «Русала» заявило о грядущем сокращении производства сразу на четырех предприятиях алюминиевой промышленности, включая НАЗ. 22 марта 2013 года руководство «Русала» опубликовало решение о закрытии Надвоицкого алюминиевого завода. Поскольку завод — градообразующее предприятие для посёлка Надвоицы, в ситуацию вмешался Глава Республики Карелия Александр Худилайнен, добившийся внимания к проблеме со стороны администрации президента РФ и поручения Владимира Путина предотвратить массовые увольнения, чреватые социальным взрывом.
Между «Русалом» и государством было достигнуто соглашение не закрывать завод, но перепрофилировать один из цехов на выпуск фольги и порошкового алюминия. Важной частью соглашения была продажа «Русалу» Ондской ГЭС за 2,1 млрд рублей, что позволило снизить себестоимость производимого на заводе алюминия и сохранить рентабельность предприятия.
6 августа 2018 года «Русал» объявил о консервации (закрытии) Надвоицкого алюминиевого завода. Причиной закрытия завода были названы американские санкции против активов Дерипаски. Практически вся продукция завода ранее экспортировалась в США, и увеличение пошлин на ввоз алюминия, произведённого на предприятиях Русала, сделало экономическое положение завода очень тяжёлым.
Производство алюминия на Надвоицком заводе окончательно остановлено к 21 августа 2018 года, рабочие получали предложения перейти на другие предприятия «Русала», а в случае увольнения им выплачивали компенсацию в размере нескольких месячных зарплат.

## Промышленный парк и ТОР Надвоицы
В 2014 году, чтобы привлечь других работодателей в ситуации вероятного закрытия алюминиевого завода, власти Надвоиц выделили территорию под промышленный парк (промпарк «Надвоицы») в непосредственной близости от алюминиевого завода. Кроме того, в сентябре 2016 года Надвоицы получили статус территории опережающего социально-экономического развития (ТОР Надвоицы) с существенными налоговыми льготами для резидентов.
Во время организации промышленного парка предполагалось размещение нескольких предприятий на территории парка и неиспользуемой территории завода. Помимо налоговых льгот, площадка должна была привлечь предпринимателей низкой стоимостью электроэнергии и запланированным трубным газомнабжением (правительство Республики Карелия договорилось с Газпромом о прокладке газопровода в район и, в частисти, газификацию промышленного парка. Фонд развития моногородов выделил 255 млн рублей для строительства инфраструктуры промпарка «Надвоицы» с условием привлечения в промпарк инфесторов. Работы на промплощадке были закончены в декабре 2017 года.
В 2017 году в одном из пустующих цехов алюминиевого завода один из инвесторов планировал создать предприятие по изготовлению алюминиевых радиаторов. В октябре 2018 года производство на предприятии «Русский радиатор» ещё не работало, хотя шла подготовка к его запуску.
12 октября 2018 года Счётная палата выявила, что в промпарке «Надвоицы» нет ни одного резидента и обязательство по привлечению инвесторов выполнено не было, из-за чего соглашение Фонда развития моногородов с республиканскими властями о финансировании промпарка «Надвоицы» было расторгнуто и деньги возвращены в фонд. По словам вице-премьера карельского правительства Дмитрия Родионова, осенью 2018 года промплощадка парка «Надвоицы» пустовала из-за его неудобного расположения, хотя за несколько месяцев перед этим были подписаны соглашения с двумя инвесторами (ООО «Спецкрой» и ООО «Меткомпарк»)
13 декабря 2018 года постановлением Правительства РФ был расширен перечень отраслей с налоговыми льготами для резидентов ТОР «Надвоицы».
В 2019 году «Русский радиатор» на территории бывшего алюминиевого завода начал выпуск радиаторов, он стал первым резидентом ТОР Надвоицы. В том же 2019 году был построен «Надвоицкий завод ТДМ» — предприятие по переработке отходов переработки шунгита в порошок для химической промышленности.
В 2019 году московская компания «ДИСИЛЭБ» запланировала строительство центра обработки данных «DCLab Карелия» на площадке закрытогого Надвоицкого алюминиевого завода. В 2020 году в новом дата-центре заработала первая очередь по майнингу криптовалют. В марте 2021 года дата-центр компании Криптоюниверс стал крупнейшим в России частным дата-центром с производственной площадью 86 тыс кв. м, его первая очередь работала на полную мощность и вторая была близка к готовности

## Персоналии
Руководители завода
- С. П. Богомолец (1948—1956)
- Н. А. Калужский (1956—1960)
- С. Н. Петров (1960—1972)
- В. Д. Федорцов (1972—1979)
- А. В. Шебанов (1979—1986)
- А. В. Безруков (1986—1994)
- О. М. Швецов (1994—1995)
- Г. П. Нечаев (1995—2006)
- Ю. В. Моисеев (2006—2009)
- А. В. Красовицкий (2009—2010)
- Н. В. Грачёв с 2013 года

Другие
- Тамара Михайловна Рябцева (ум. 28.09.2021) — основательница и руководитель музея Надвоицкого алюминиевого завода, тёща заместителя секретаря Совета безопасности и министра МВД РФ Рашида Нургалиева[15].
- Юрий Иванович Желтухин (р.14.12.1944) — Заслуженный металлург РФ, Лауреат года Республики Карелия, с 1996 года — директор по общим вопросам, заместитель технического директора по производству НАЗ[16]

## Технология
На Надвоицком алюминиевом заводе используется[когда?] технология Содерберга с самообжигающимися анодами бокового токоподвода на силу тока 60-70 килоампер. На предприятии ведутся работы по реконструкции и переводу линий электролиза на обожжённые аноды. Более 30 % выпускаемого заводом алюминия производится по этой технологии.
Завод сертифицирован[когда?] на соответствие международному стандарту системы управления качеством ISO 9001. Внедрена[когда?] интегрированная система менеджмента.

## Загрязнение окружающей среды
Реализуется[когда?] проект современной газоочистки, построены[когда?] шламохранилище и современный накопитель твёрдых производственных отходов. Введена в действие[когда?] водооборотная система.
Жители Надвоиц из-за вредных выбросов в атмосферу с НАЗа с детства страдают[когда?] флюорозом зубов и костей, а также заболеваниями дыхательных путей. Причина в том, что совершенные фильтры сухой очистки были установлены на заводе только в 2003 году. И за предыдущие полвека фторсодержащие выбросы завода многократно превысили ПДК по фтору в окрестностях завода (вода водоёмов, грунтовые воды).
В 2002 году выбросы загрязняющих веществ ОАО «Надвоицкий алюминиевый завод» в атмосферу составили 5 % общего количества атмосферного загрязнения, исходящего от предприятий Республики Карелия.